# Amelio Mendíjur
Amelio Mendíjur (Apilaiz, Arraia-Maeztu, Àlaba, 14 de juliol de 1943 - Zumarraga, 8 de juny de 1965) va ser un ciclista basc, que es va especialitzar en el ciclocròs. Va guanyar el Campionat d'Espanya el 1964. Va morir l'any següent durant la disputa d'una cursa en un accident amb un vehicle.

## Palmarès en ciclocròs
- 1964
  -  Campió d'Espanya de ciclocròs
- 1965
  - 5è al Campionat del món de ciclocròs